# Odloučení bratři
Odloučení bratři je termín, který katolická církev a její duchovní a členové někdy používají pro označení pokřtěných příslušníků jiných křesťanských tradic. Výraz je překladem latinské fráze fratres seiuncti. Většinou se používá jako zdvořilostní eufemismus v kontextech, kde by termíny „formální heretici“ nebo „materiální heretici“ mohly být příčinou urážky. 
Od Tridentského koncilu, který oficiálně odsoudil protestantské nauky jako heretické, katolická církev oficiálně považuje protestanty za materiální či formální „heretiky“ a vždy učila, že „mimo církev není spása“. Biblické pasáže jako List Římanům – Řím 2, 12–16 (Kral, ČEP) však poukazují na význam svědomí v katolické soteriologii, kterou římskokatolická církev podle svých slov vždy uznávala. Při přípravných pracích na návrzích textů dokumentů II. vatikánského koncilu v letech cca 1960–1962 „zpráva nabádala k uctivému užívání termínů disidenti nebo odloučení bratři namísto heretiků a schizmatiků.“ Po Druhém vatikánském koncilu však „tento zvyk bezmyšlenkovitě vrhat na protestanty obvinění z hereze v některých kontextech docela vymizel“, aby se předešlo urážkám. Přinejmenším od poloviny 90. let 20. století tento termín katoličtí představitelé často nahrazují výrazy jako „ostatní křesťané“.
K podobnému kroku, který má zabránit pohoršení, došlo i u některých dalších náboženských skupin. V období, kdy se napětí mezi papežem Janem Pavlem II. a židovskými skupinami snižovalo, označil papež před návštěvou Spojených států v roce 1987 Židy za „starší bratry ve víře Abrahamově“. 

## Historie
Koncept a formulace byly zveřejněny již v roce 1793 v rozpravě, která zkoumala dva papežské spisy pro biskupa z Chiusi-Pienza. Frank Flinn v Encyklopedii katolicismu (Encyclopedia of Catholicism) napsal, že v roce 1959 papež Jan XXIII. „oslovil protestanty jako odloučené bratry“ ve spise Ad Petri cathedram (APC), což Flinn považoval za „důležitý krok k uznání protestantů jako legitimních partnerů v budoucím dialogu.“ Papež Lev XIII. však „jako první hovořil o ‚odloučených bratřích‘“, jak uvádí John Norman Davidson Kelly v knize Slovník papežů (A Dictionary of Popes). Edward Farrugia v knize Gregorianum popisuje vývoj od Orientalium dignitas (OD) papeže Lva XIII. přes Orientalium Ecclesiarum (OE) k Unitatis Redintegratio (UR). „Jestliže však OE navazuje na OD, rozdíly zůstávají. Zatímco OD“ 186 „hovoří o ,disidentských bratřích‘ (fratres dissidentes), OE 28 hovoří o ,odloučených bratřích‚ (fratres seiunctos), ačkoli nezachází tak daleko jako UR 14, kde je v souvislosti se sesterstvím východních církví inchoativně použit výraz ,sesterské církve‘ (inter Ecclesia locales, ut inter sorores).“ Nejedná se o sesterství mezi katolickou a pravoslavnou církví, ani mezi katolickou a protestantskou církví. Farrugia zaznamenal překlady Austina Flanneryho v II. vatikánském koncilu (Vatican Council II): „OE 29 hovoří o ‚odloučených církvích‘ a OE 25 o ‚všech odloučených východních křesťanech‘ a OE 29 o ‚východních odloučených bratřích‘.“ J. M. R. Tillard se v Nové katolické encyklopedii (New Catholic Encyclopedia) podrobně věnuje „vývoji pečlivě diferencovaného slovníku, který je v souladu s ekleziologií II. vatikánského koncilu“ a který se vyvinul z „myšlenky členství ve prospěch myšlenky začlenění“ a jehož kategorizaci lze nalézt v dogmatické konstituci Lumen gentium (LG), kterou Tillard popisuje:
- Katolíci jsou definováni jako „‚začlenění‘ (incorporatio), přičemž tento termín je upřesněn příslovcem ‚plně‘ (plene) a je zdůrazněno, že plné začlenění vyžaduje přítomnost Ducha svatého.“[p 2][14]
- Nekatolíci a katechumeni jsou definováni jako „‚spojení‘ (conjunctio) s církví, přičemž je opět pečlivě zdůrazněna role Ducha svatého v každém z těchto případů.“[p 3][14]
- Nekřesťané jsou definováni jako „‚spříznění‘ (ordinantur), což je termín, který naznačuje dynamický vztah, orientaci na církev.“[p 4][14]

„Každý významový rozdíl mezi těmito pojmy je důležitý,“ zdůrazňuje Tillard. „Termíny však nabývají své plné síly teprve ve světle nejautoritativnějších komentářů k nim,“ UR a Nostra aetate (NA). „Pak se za předpokladu naznačených nuancí vyjasní bohatství takových výrazů, jako jsou následující: ,církve a církevní společenství‘; ,odloučení bratři‘; ,odloučené církve a církevní společenství‘; ,plné společenství‘ – ,nedokonalé společenství‘.“
„Ale díky své ekleziologii,“ napsal Tillard, „dokázal II. vatikánský koncil zároveň potvrdit, že církve nebo církevní společenství oddělené od katolické církve jsou součástí jediné církve, a že přesto začlenění do Krista a jeho církve má v katolické církvi plnost, kterou jinde nemá.“ Tillardův názor však šel daleko za texty II. vatikánského koncilu, který nikdy netvrdil, že „církve nebo církevní společenství“ oddělené od katolické církve jsou nějakým způsobem „její součástí“; ostatně sám koncil v dekretu Orientalium Ecclesiarum výslovně uvedl pravý opak: „Svatá katolická církev, která je mystickým tělem Kristovým, se skládá z věřících, kteří jsou organicky spojeni v Duchu svatém stejnou vírou, stejnými svátostmi a stejným řízením [...].“ Tillardův názor byl dále vyvrácen v dokumentu Dominus Iesus, který vydal Benedikt XVI.
V roce 2007 Kongregace pro nauku víry (Dicasterium pro doctrina fidei) objasnila „autentický význam“ ekleziologického výrazu „církev“, který „podle katolické nauky“ texty II. vatikánského koncilu a texty magisteria od II. vatikánského koncilu nenazývají křesťanská společenství vzniklá z reformace v 16. století „církvemi“, protože „tato společenství nemají apoštolskou posloupnost ve svátosti svěcení, a proto jsou zbavena konstitutivního prvku církve.“ William Whalen v knize Separated Brethren (Oddělená bratrstva) napsal, že „‚oddělená bratrstva‘ se vztahují na křesťany spojené křtem a oddané Ježíši Kristu, ale rozdělené teologickými názory.“:9 Whalen vysvětlil, že protestantští reformační křesťané přerušili „pouto společné víry“ a „stali se oddělenými bratry.“:11  „Všichni křesťané, kteří jsou pokřtěni a věří v Krista, ale nejsou vyznávajícími katolíky“, jsou podle Johna Hardona v Moderním katolickém slovníku (Modern Catholic Dictionary) odloučenými bratry. „Běžněji se tento termín používá pro protestanty.“ Stejně tak „odloučení bratři“ podle Catholic Answers v This Rock „odkazují na ty, kteří, ačkoli jsou odloučeni od plného společenství s katolickou církví, byli ospravedlněni křtem, a jsou tedy bratry v Kristu.“ UR „učí, že ‚všichni, kdo byli ospravedlněni vírou ve křtu, jsou údy Kristova těla a mají právo nazývat se křesťany, a tak jsou správně přijímáni jako bratři dětmi katolické církve‘.“:č. 99 J. A. Jungmann a K. Stasiak v Nové katolické encyklopedii (New Catholic Encyclopedia) napsali, že „výzva Druhého vatikánského koncilu k většímu duchu ekumenismu mezi církvemi a církevními společenstvími odráží pochopení, že křest je uskutečňováním a znamením základní jednoty všech křesťanů.“

## Výjimky
Protože mormonismus chápe Nejsvětější Trojici polyteisticky, katolická církev neuznává platnost mormonského křtu a mormoni nejsou považováni za odloučené bratry. Kardinál Urbano Navarrete Cortés v L'Osservatore Romano objasnil, „že ve všech důsledcích pastorační, správní a právní praxe církve nemají být mormoni považováni za příslušníky ‚církevního společenství, které není v plném společenství s katolickou církví‘, ale prostě za nepokřtěné.“
Křest udělený Křesťanským společenstvím, založeným Rudolfem Steinerem, Novou církví, založenou Emanuelem Swedenborgem, udělený formulí „Křtím tě ve jménu Stvořitele, Vykupitele a Posvětitele“ nebo udělený formulí „Křtím tě ve jménu Stvořitele, Osvoboditele a Udržovatele“ se rovněž nepovažuje za platný.